# Albert Martin (kunstschilder)

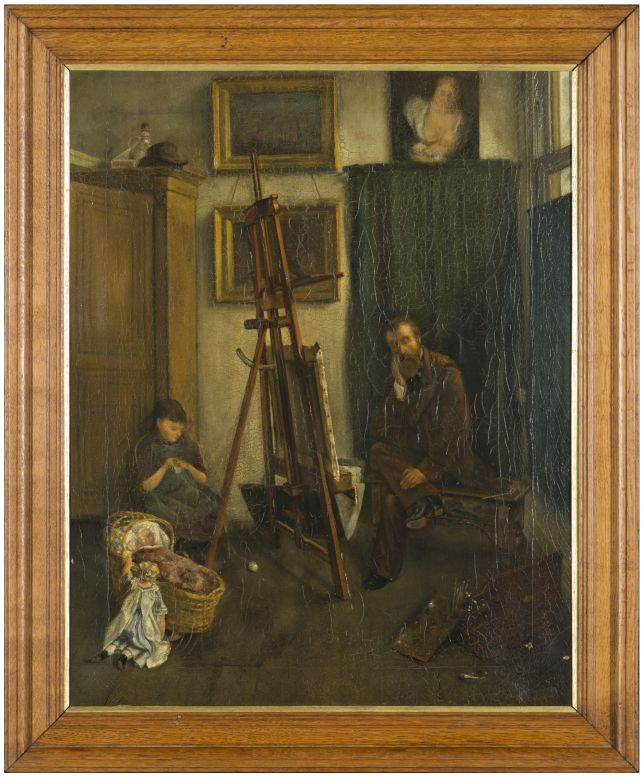
Albert Martin, Gezicht in het atelier van A. Martin, circa 1885, olieverf op doek, Fries Museum

Albert Martin (Amsterdam, 17 september 1827 - Amsterdam, 17 januari 1900) was een Nederlandse kunstschilder, tekenaar en tekenleraar, hoofdzakelijk werkzaam in Leeuwarden.

## Levensloop
Martin werd geboren in Amsterdam, 1827. Op 14-jarige leeftijd verhuist hij, na de dood van zijn moeder, naar Leeuwarden, waarbij zijn beroep is aangeduid als 'schilder'. Hij ging wonen bij twee modemaaktsters: zijn achternicht Maria Barends en Wilhelmina Nobbe. Op 25 april 1881 huwde hij weduwe Cornelia Cuperus (Franeker, 24 januari 1841 - Amsterdam, 20 februari 1896). Cornelia heeft uit haar eerdere huwelijk met Gerard Burgersdijk twee zoons en een dochter. Een jaar later, Albert is 54 jaar, verwelkomden Albert en Cornelia hun eerste kind: dochter Mietje Jacoba. In 1885 werd dochter Trijntje geboren. Het gezin verhuisde later terug naar Amsterdam. Hier overlijdt Albert op 6 november 1900.

## Fries Genootschap
In of rond 1853 krijgt Martin zijn eerste opdrachten van het Fries Genootschap om belangrijke monumenten in Friesland, zoals grafzerken, elementen van kerkinterieurs, states en andere voorname gebouwen te documenteren door ze te tekenen. Decennialang was Martin de vaste tekenaar van het Genootschap. Meer dan 1200 van deze tekeningen bevinden zich tegenwoordig in de collectie van het Fries Museum. Het museum bewaart ook enkele schilderijen, waaronder een ateliergezicht. 